# Quai François Mauriac
Der Quai François Mauriac ist ein Kai am Seineufer im 13. Arrondissement von Paris.

## Lage

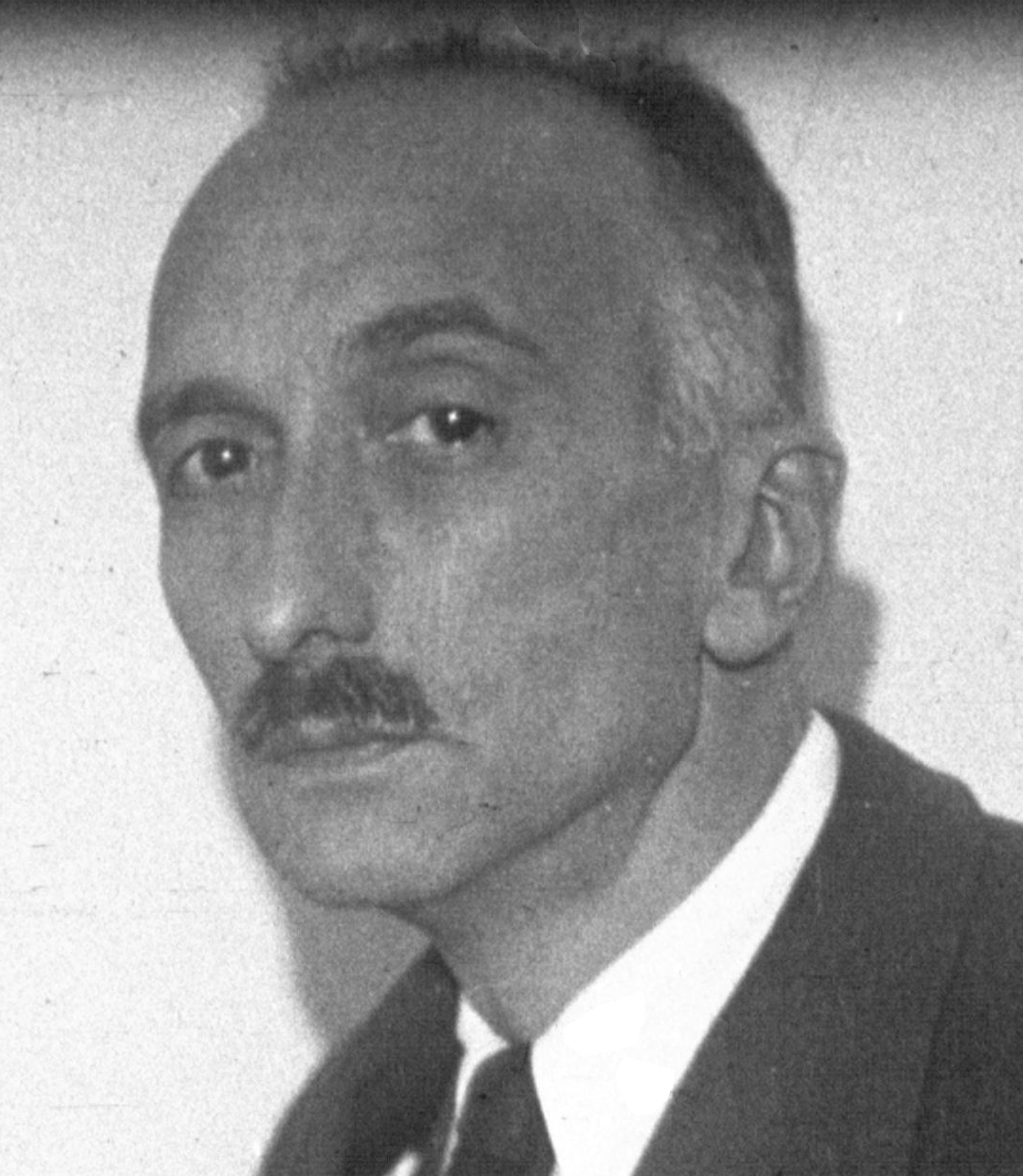
François Mauriac 1933

Der Kai beginnt an der Rue Raymond Aron und führt entlang der Treppe vor der Bibliothèque nationale de France zur Pont de Tolbiac.

## Namensursprung
Der Kai ist nach dem Schriftsteller und Journalisten François Mauriac (1885–1970) benannt.

## Geschichte
Dieser Kai ist ein Teil des alten Quai de la Gare oberhalb der Seine.
Im Zuge der Neugestaltung des linken Seineufers Anfang 1990 wurde der Uferbereich umgestaltet, um Platz für die Errichtung der Bibliothèque nationale de France zu machen. Am 18. August 1994 erfolgte die Neubenennung des Straßenabschnitts.

## Sehenswürdigkeiten
- Pont de Tolbiac und Passerelle Simone-de-Beauvoir